# Heinrich Pick
Heinrich Georg Pick (* 16. November 1882 in Breslau; † 28. Oktober 1947 in Wiesbaden) war ein deutscher Kommunalpolitiker.

## Leben
Heinrich Pick wurde als Sohn des jüdischen Bankdirektors und Stadtrats Georg Pick und der Marie geborenen Sachs in Breslau geboren. Nach dem Besuch des Breslauer Gymnasiums studierte Pick Rechtswissenschaften in Freiburg im Breisgau. Während seines Studiums wurde er 1900 Mitglied der Burschenschaft Saxo-Silesia Freiburg. Nach seinem Studium wurde er Referendar in Freiburg. Er war Reserveoffizier im 5. Badischen Infanterie-Regiment Nr. 113. Beim 25. Stiftungsfest seiner Burschenschaft war er 1910 Festredner mit einer „Rede auf die Deutsche Burschenschaft“. 1912 wurde er Stadtassessor und 1917 Beigeordneter in Barmen. Am 17. Januar 1918 heiratete er in Wuppertal-Barmen Margarethe Duisberg. Von 1920 bis 1933 war er Bürgermeister von Stettin. 1933 trat er nach der Machtergreifung gemeinsam mit seinem Bruder Sigmund Pick aus der Burschenschaft Saxo-Silesia aus. Sein Bruder emigrierte nach England, wo er sich das Leben nahm. Heinrich Pick wurde ins Konzentrationslager Theresienstadt deportiert. Er überlebte den Holocaust und verschied 1947 an Folgen einer Krankheit in den städtischen Krankenanstalten Wiesbaden.